# Prevenção do suicídio

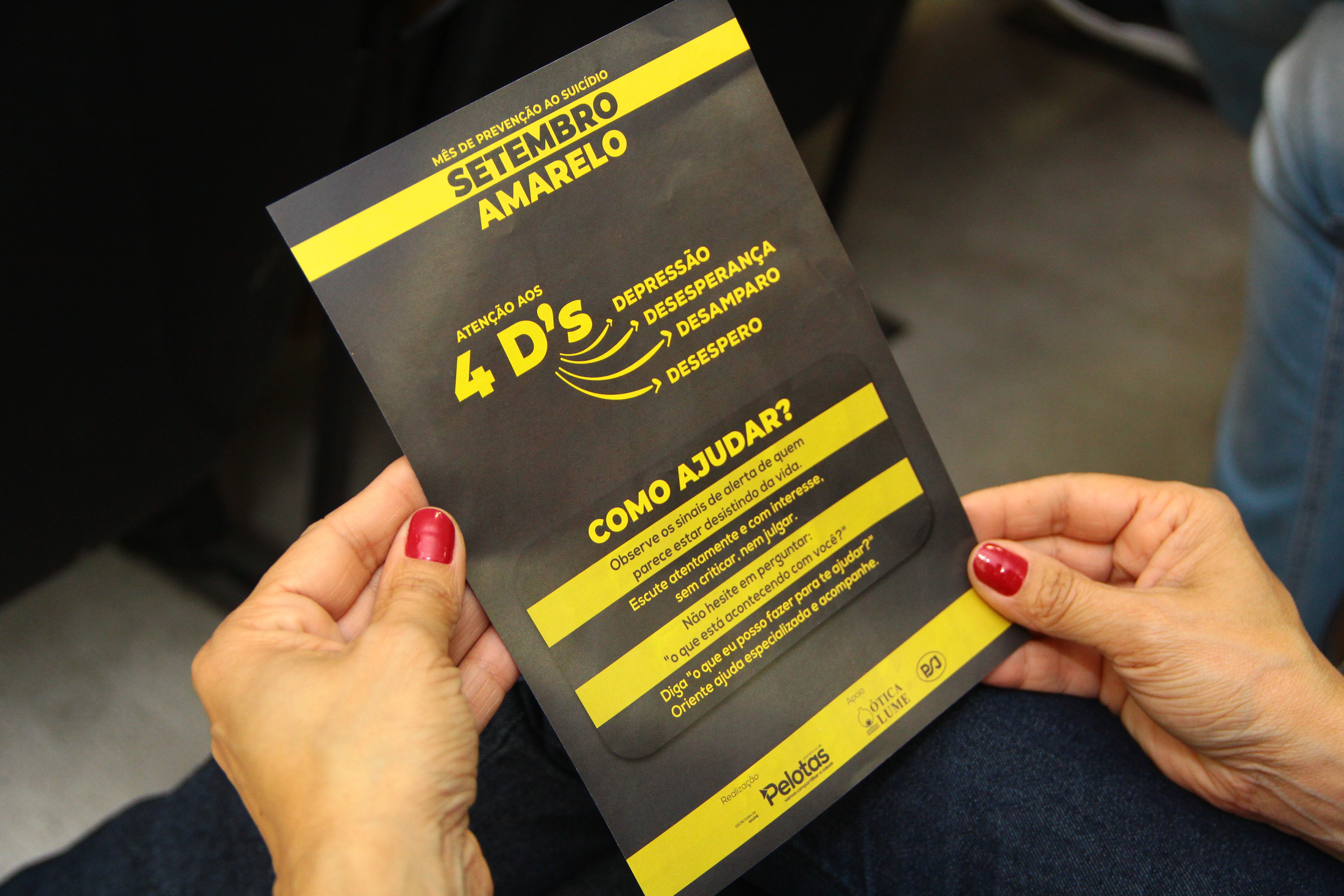
Panfleto de campanha do Setembro Amarelo em Pelotas, Brasil

A prevenção do suicídio é um conjunto de abordagens para reduzir o risco de suicídio. Também é o termo usado para as tentativas coletivas de organizações institucionais, psicólogos e pessoas envolvidas com a saúde, para reduzir a incidência de suicídio. O suicídio é muitas vezes evitável e os esforços para preveni-lo podem ocorrer em nível individual, de relacionamento, comunidade e sociedade. O suicídio é um grave problema de saúde pública que pode ter efeitos duradouros em indivíduos, famílias e comunidades. A prevenção do suicídio requer estratégias em todos os níveis da sociedade. Isso inclui estratégias de prevenção e proteção para indivíduos, famílias e comunidades. O suicídio pode ser prevenido aprendendo os sinais de alerta, promovendo a prevenção e a resiliência e comprometendo-se com a mudança social.
Além das intervenções diretas usadas para impedir um suicídio iminente, os métodos também podem incluir:
- tratar a doença mental;
- melhorar as estratégias de enfrentamento das pessoas que estão em risco;
- reduzir os fatores de risco para o suicídio, como a pobreza e a vulnerabilidade social;
- dar às pessoas a esperança de uma vida melhor depois que os problemas atuais forem resolvidos;
- acesso à canais de comunicação que atendem pessoas com pensamentos suicidas (telefone, chat etc.).

Os esforços gerais incluem medidas no âmbito da medicina, saúde mental e saúde pública. Porque os fatores de proteção como suporte social e engajamento social — assim como fatores de risco ambientais, como acesso a meios letais — desempenham um papel no suicídio, o suicídio não é apenas uma questão médica ou de saúde mental.

## Intervenções
Segundo a psicologia e a psiquiatria, caso seja identificado ideação suicida em alguém algumas das medidas que podem ser tomadas para evitar a conclusão do ato é:
- Colocar a pessoa em acompanhamento psicológico e psiquiátrico;
- Mobilizar a rede social de apoio (família, parceiro(a), amigos etc.);
- Em casos graves, internação em um Centro de Atenção Psicossocial(CAPS);
- Fazer um contrato de vida, onde a pessoa se compromete a ligar para pessoas de sua confiança antes de cometer o suicídio;
- Monitoramento regular;
- Restringir acesso a álcool e drogas;
- Retirar acesso aos métodos (como arma de fogo e venenos para animais) do ambiente;
- Conversar sobre alternativas para solução dos problemas atuais e de como encará-los de uma forma mais saudável.

Família e amigos devem ficar alerta para pessoas com ideação suicida que começaram a usar antidepressivos. Medicação antidepressiva apesar de diminuir a ideação a longo prazo, nos primeiros meses aumenta bastante os riscos, ao melhorar a capacidade do indivíduo de tomar decisões e tomar atitudes, e por isso precisa de acompanhamento constante.
Contenção física pode ser necessária durante uma tentativa. Conseguir conter o momento de crise e o impulso de se matar frequemente é eficaz para prevenir o suicídio temporariamente. A intervenção em crise geralmente é pontual durando de duas a seis sessões. Intervenções preventivas feitas em comunidades teve bom resultados como forma de preparar as pessoas a lidar com crises e fazer um acolhimento mais adequado.
Conseguir conter o momento de crise e o impulso de se matar frequentemente é eficaz para prevenir o suicídio temporariamente. A intervenção em crise geralmente é pontual durando de duas a seis sessões. Estudos apontam que algumas intervenções preventivas feitas em comunidades obtiveram bons resultados como forma de preparar as pessoas a lidar com crises e fazer um acolhimento mais adequado.

### Redução de meios letais
A redução dos meios ⁠— ⁠reduzir as chances de que uma tentativa de suicídio use meios altamente letais ⁠— ⁠é um componente importante da prevenção do suicídio. Essa prática também é chamada de "restrição de meios". Foi demonstrado que restringir os meios letais pode ajudar a reduzir as taxas de suicídio, pois retarda a ação até que o desejo de morrer passe. Em geral, há fortes evidências que apoiam a eficácia da restrição de recursos na prevenção de suicídios. Há também fortes evidências de que o acesso restrito aos chamados hotspots de suicídio, como pontes e falésias, reduz os suicídios, enquanto outras intervenções, como colocar sinais ou aumentar a vigilância nesses locais, parecem ser menos eficazes.

### Telefone de emergência
Telefones de emergência conectam uma pessoa em perigo a um voluntário ou membro de equipe treinada. Isso pode ocorrer por via telefônica, conversa online ou pessoalmente. Apesar de comuns, a eficiência dos canais de atendimento a crises ainda não é muito estudado. Um estudo encontrou uma diminuição na dor psicológica, desesperança e desejo de morrer desde o início da ligação até as próximas semanas; no entanto, o desejo de morrer não diminuiu a longo prazo.

### Intervenção social
Nos Estados Unidos, a Estratégia Nacional de Prevenção do Suicídio de 2012 promove vários esforços específicos de prevenção do suicídio, incluindo:
- Desenvolvimento de grupos liderados por indivíduos treinados profissionalmente para amplo apoio à prevenção do suicídio.
- Promover programas comunitários de prevenção ao suicídio.
- Triagem e redução do comportamento de risco por meio de programas de resiliência psicológica que promovem otimismo e conexão.
- Educação sobre suicídio, incluindo fatores de risco, sinais de alerta, questões relacionadas ao estigma e a disponibilidade de ajuda por meio de campanhas sociais.
- Aumentar a proficiência dos serviços de saúde e bem-estar para responder às pessoas necessitadas. por exemplo, treinamento patrocinado para ajudar profissionais, maior acesso a vínculos com a comunidade, empregando organizações de aconselhamento em crises.
- Reduzir violência doméstica e abuso de substâncias por meios legais e de empoderamento são estratégias de longo prazo.
- Reduzir o acesso a meios de suicídio convenientes e métodos de automutilação. ex., substâncias tóxicas, venenos, revólveres.
- Reduzir a quantidade de dosagens fornecidas em embalagens de medicamentos não sujeitos a receita médica, por exemplo, aspirina.
- Programas de promoção de competências e aprimoramento de habilidades nas escolas.
- Intervenções e uso de sistemas de vigilância ética direcionados a grupos de alto risco.
- Melhorar as reportagens e retratos de comportamento negativo, comportamento suicida, doença mental e abuso de substâncias na mídia de entretenimento e notícias.
- Pesquisa sobre fatores de proteção e desenvolvimento de práticas clínicas e profissionais eficazes.

### Orientações para a mídia
As recomendações para a mídia sobre noticiar suicídios incluem não sensacionalizar o evento ou atribuí-lo a uma única causa. Recomenda-se também que as mensagens da mídia incluam mensagens de prevenção ao suicídio, como histórias de esperança e links para outros recursos. Recomenda-se um cuidado especial quando a pessoa que morreu é famosa. Detalhes específicos do método ou do local não são recomendados.
Há pouca evidência, no entanto, em relação ao benefício de fornecer recursos para aqueles que procuram ajuda e as evidências para diretrizes de mídia geralmente na melhor das hipóteses são duvidosas.
Os programas de TV e a mídia também podem ajudar a prevenir o suicídio, associando o suicídio a resultados negativos, como dor para a pessoa que tentou o suicídio e seus sobreviventes, transmitindo que a maioria das pessoas escolhe algo diferente do suicídio para resolver seus problemas , evitando mencionar epidemias de suicídio e evitando apresentar autoridades ou pessoas simpatizantes e comuns como porta-vozes do direito de morrer.

### Medicação
Em ensaios clínicos, o lítio se mostrou potencialmente eficaz na redução do risco de suicídio em algumas situações. O fármaco diminui o risco de suicídio em pessoas com transtorno bipolar ou depressão. Os antidepressivos podem aumentar a ideação suicida em algumas pessoas, especialmente no início do tratamento.

### Aconselhamento
Existem várias terapias de fala que reduzem pensamentos e comportamentos suicidas, incluindoTerapia comportamental dialética . A terapia cognitivo-comportamental para prevenção do suicídio (TCC-SP) é uma forma de TCD adaptada para adolescentes com alto risco de tentativas repetidas de suicídio. A técnica de intervenção breve e contato desenvolvida pela Organização Mundial da Saúde também tem se mostrado eficaz.
A Organização Mundial da Saúde recomenda que "habilidades específicas devem estar disponíveis no sistema educacional para prevenir o bullying e a violência dentro e ao redor da escola".

### Contenção física
Contenção física pode ser necessária durante uma tentativa. Conseguir conter o momento de crise e o impulso de se matar frequemente é eficaz para prevenir o suicídio temporariamente. A intervenção em crise geralmente é pontual durando de duas a seis sessões. Intervenções preventivas feitas em comunidades teve bom resultados como forma de preparar as pessoas a lidar com crises e fazer um acolhimento mais adequado.
Caso a pessoa esteja em surto psicótico auto-destrutivo (inclusive no caso de intoxicação por drogas) recomenda-se chamar os bombeiros para contê-la fisicamente. Pessoas sem preparo, mesmo que sejam da família, devem tomar cuidado ao se aproximar de uma pessoa em surto psicótico pelo alto risco de agressão envolvido.

## Fatores de risco
Outros fatores importantes que deveriam ser considerados, pois seriam mais comuns entre aqueles que tentam suicídios:
- Planejar o suicídio;
- Acesso ao método de suicídio;
- Tentativas anteriores (as duas semanas após a tentativa é que tem mais risco);
- Eventos estressores recentes (como perda do emprego, morte de ente querido, desastres naturais, guerras, diagnóstico de doença e divórcio);
- Idade entre 13 e 19 anos (35% dos adolescentes brasileiros entre 13 e 19 anos tem ideação suicida)[42] ou depois dos 65;
- Rede de apoio social restrita (poucos amigos e cuidadores).
- Nível sócio-econômico e nível educacional baixos;
- Traumas, tais como abuso físico e sexual;
- Baixa auto-estima e desesperança;
- Questões relacionadas à orientação sexual, como discriminação e falta de aceitação social;
- Pouco discernimento, falta de controle da impulsividade, e comportamentos auto-destrutivos;
- Poucos recursos (cognitivos, materiais, funcionais e sociais) para enfrentar problemas;
- Doença física (como HIV) e dor crônica;
- Exposição ao suicídio de outras pessoas.

### Indicativos de ideação suicida
Segundo a psicologia, existem vários comportamentos que indicam a possibilidade de ideação suicida. Dentre eles o relato de querer desaparecer, dormir para sempre, ir embora e nunca mais voltar ou mesmo objetivamente o relato do desejo de morrer, mesmo quando falado num tom de brincadeira, devem ser considerados indícios significativos e levados a sério.
Um importante indicativo é o uso abusivo de álcool, especialmente quando o início for precoce, existir um histórico familiar de alcoolismo e houverem eventos disruptivos recentes ou perda de uma relação interpessoal importante. Outro importante indicativo é o uso drogas ilegais. Enquanto pessoas com histórico de abuso de drogas tem mais de 50 vezes mais probabilidade de tentar suicídio do que os que nunca usaram. Mais de 40% dos suicidas tem histórico de abuso de álcool ou outra substância.
Quanto mais comportamentos indicativos mais provável a ideação e necessidade de intervenção. Outros comportamentos associados com tentativas de suicídio e que devem ser tratados como alerta são:
- Fumar cigarro[45][46]
- Distúrbios do sono (insônia, hipersonia, parassonia...) [47]
- Transtornos alimentares[43]
- Descaso com a higiene e cuidados pessoais[43]
- Mau humor, irritabilidade, tristeza, anedonia.(humor depressivo)[43]
- Transtornos de ansiedade (Ataque de pânico, TOC e Transtorno de ansiedade generalizada) [43]
- Correr riscos desnecessários como não usar camisinha, dirigir perigosamente e andar em locais perigosos. (sintomas de mania)[43][48]
- Alucinação, Delírio, desconfiança excessiva, deterioração cognitiva. (sintomas de esquizofrenia)[43]
- Ter um método planejado.[11]
- Ouvir músicas, assistir filmes e/ou ler livros sobre morte regularmente
- Pouca socialização/Se isolar de família e amigos;

### Transtornos psicológicos
Segundo a OMS, diversos transtornos psicológicos estão associados com um maior risco de suicídio, dentre eles:
- Transtornos de humor (Depressão maior, Distimia e Transtorno bipolar)
- Psicoses (Esquizofrenia, Transtorno esquizoafetivo, Transtornos delirantes)
- Transtornos de ansiedade (Transtorno de estresse pós-traumático e Transtorno de ansiedade generalizada)
- Abuso de substâncias (álcool, tabaco, cocaína, opióides)
- Demências (como Alzheimer, Demência vascular e Mal de Parkinson).
- Transtorno de personalidade (especialmente boderline, antissocial, Transtorno de personalidade histriônica e esquiva )

Em 90-95% dos casos, um paciente que comete suicídio pode ser diagnosticado com algum transtorno psicológico.

### No momento da tentativa
Segundo a OMS, durante a tentativa é recomendado que o conselheiro tome as seguintes medidas:
- Esteja calmo, assim evita-se deixar a pessoa mais ansiosa ainda;
- Seja empático. Encoraje a pessoa a abrir-se consigo quanto aos seus problemas e sentimentos;
- Reconheça o suicídio como uma escolha, mas não como a melhor escolha para resolver seus problemas;
- Escute atentamente o que a pessoa tem a dizer, intervindo sempre que necessário, e reforce positivamente a necessidade de a pessoa cuidar de si mesma;
- Mantenha o processo de aconselhamento focado no momento e na situação atual;
- Evite dar conselhos sobre problemas mais profundos até que a crise diminua;
- Alerte sobre os riscos de sobreviver independente do método usado, algumas pessoas sobrevivem mesmo a tiros na cabeça[51] e salto de grandes alturas (mesmo depois do décimo andar),[52] enfatize a dor e sequelas de sobreviver e possível internação em hospital psiquiátrico para impedi-la de cometer de novo;
- Remova o acesso a meios letais;
- Ligue para um serviço de saúde para um aconselhamento mais adequado/Peça ajuda a outros profissionais (a intervenção multiprofissional é a melhor estratégia).

Passar tempo conversando com um suicida também ajuda a conter a impulsividade que frequentemente é necessária para a conclusão do ato. Deixar a pessoa dormir permite que ela se recomponha e que seus neurotransmissores se regulem. O conselheiro deve ficar atento para quando ela acordar.
Quando ela estiver mais calma converse novamente com ela sobre a tentativa (é um mito achar que conversar sobre suicídio aumenta as chances de ela cometer de novo). Lembre a pessoa de o quanto todas as pessoas que gostam dela sofrerão se ela morrer, cite alguns exemplos (amigos, mãe, pai,irmãos, avós, primos...) caso conheça, insista até encontrar exemplos adequados. Conversar sobre os problemas que a levaram a desejar a morte e sobre possíveis formas de resolvê-los, tente levar a pessoa a pensar mais a longo prazo e em como seus problemas (quase sempre) tem solução. Ofereça-se para ajudar.